# Église d'Elimäki
 (mars 2024).
L'église d'Elimäki  (en finnois : Elimäen kirkko) est une église située dans le village Kerimäki de la commune de  Kouvola en Finlande.

## Histoire
La zone d'Elimäki appartenait à la paroisse de Pyhtää. Le droit de patronage fut établi pour la famille Wrede en 1608, lorsqu'elle acquit le manoir.
L'église a été construite à l'origine en 1638 dans une forme rectangulaire, mais agrandie en église cruciforme en 1678.
Le bâtiment fait partie des installations de la paroisse d'Elimäki de la Congrégation paroissiale de Kouvola. Le bâtisseur de l'église est Petter Loman.
L'église d'Elimäki est la plus ancienne église en bois de Finlande, si l'année de construction transmise par la tradition orale est correcte.
Le drainage du lac Elimäenjärvi, ou Kirkkojärvi, peu profond et herbeux, a commencé dans les années 1860.
Dans les années 1910, l'assèchement du lac se poursuit à l'initiative du propriétaire du Manoir de Mustila.
Le lac a finalement été drainé et transformé en terres agricoles en 1948.
L'opération a donné 350 hectares de terres arables.

## Description
Le village d'Elimäki est situé sur la rive sud de l'Elimäenjärvi.
L'église avec ses vieilles granges est restée au milieu du centre-ville densément peuplé.
La sacristie est située à l'angle nord-est.
La nef est couverte de cinq coupoles voûtées d'égale hauteur et dotées d'un anneau central et de poutres.
Les parties centrales de l'intérieur de l'église ont été offertes par Casper Wrede, détenteur du fief d'Elimäki, et son épouse Sofia Taube.
Ils comprennent une jubé de style baroque de 1666, un retable avec de 1632 et une chaire.
Le retable peint en 1632 a été apporté par Casper Wrede, propriétaire du manoir de Peippola, de la guerre de Trente Ans.
Les peintures murales ont été réalisées par Valentin Betge en 1679.

## Galerie

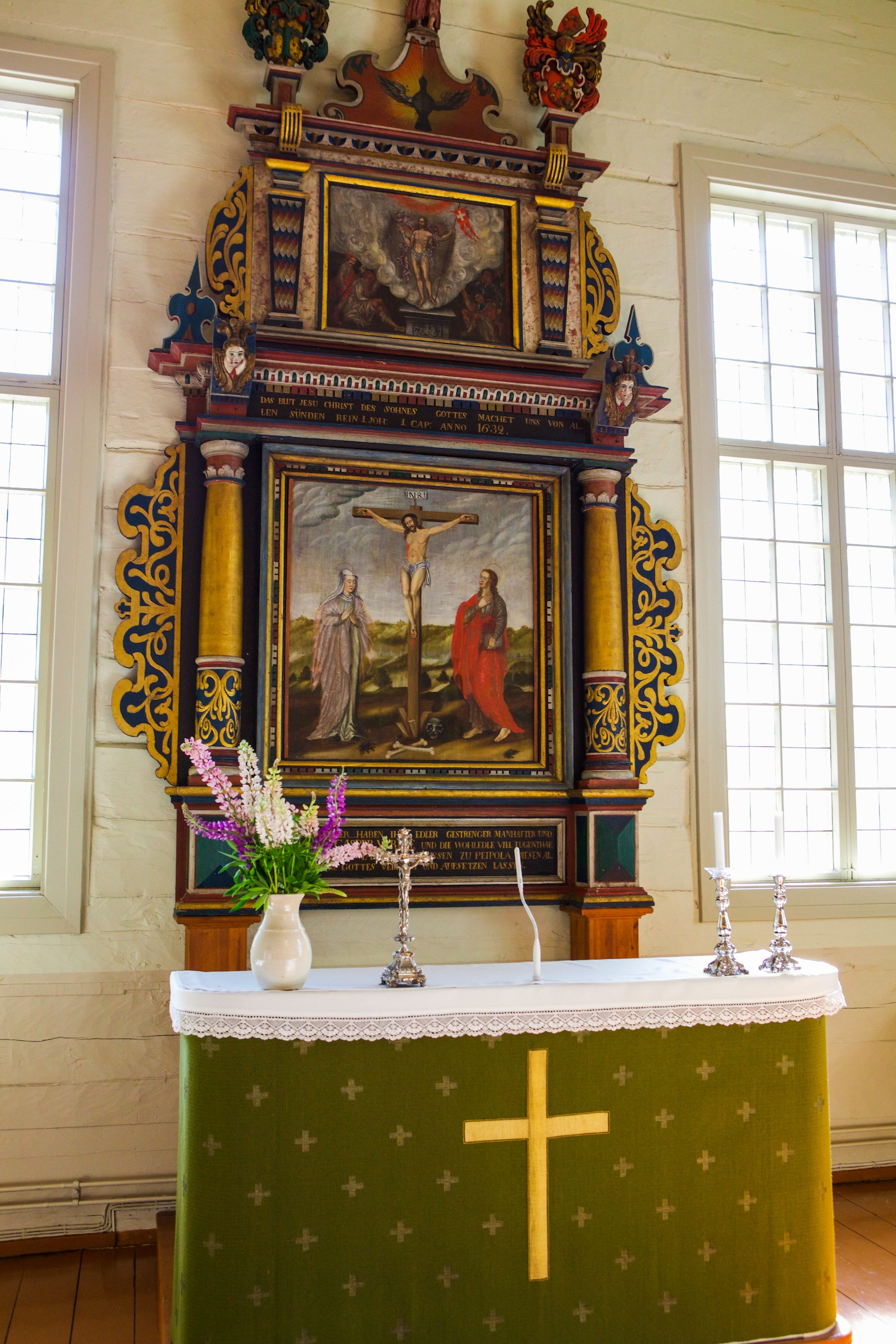
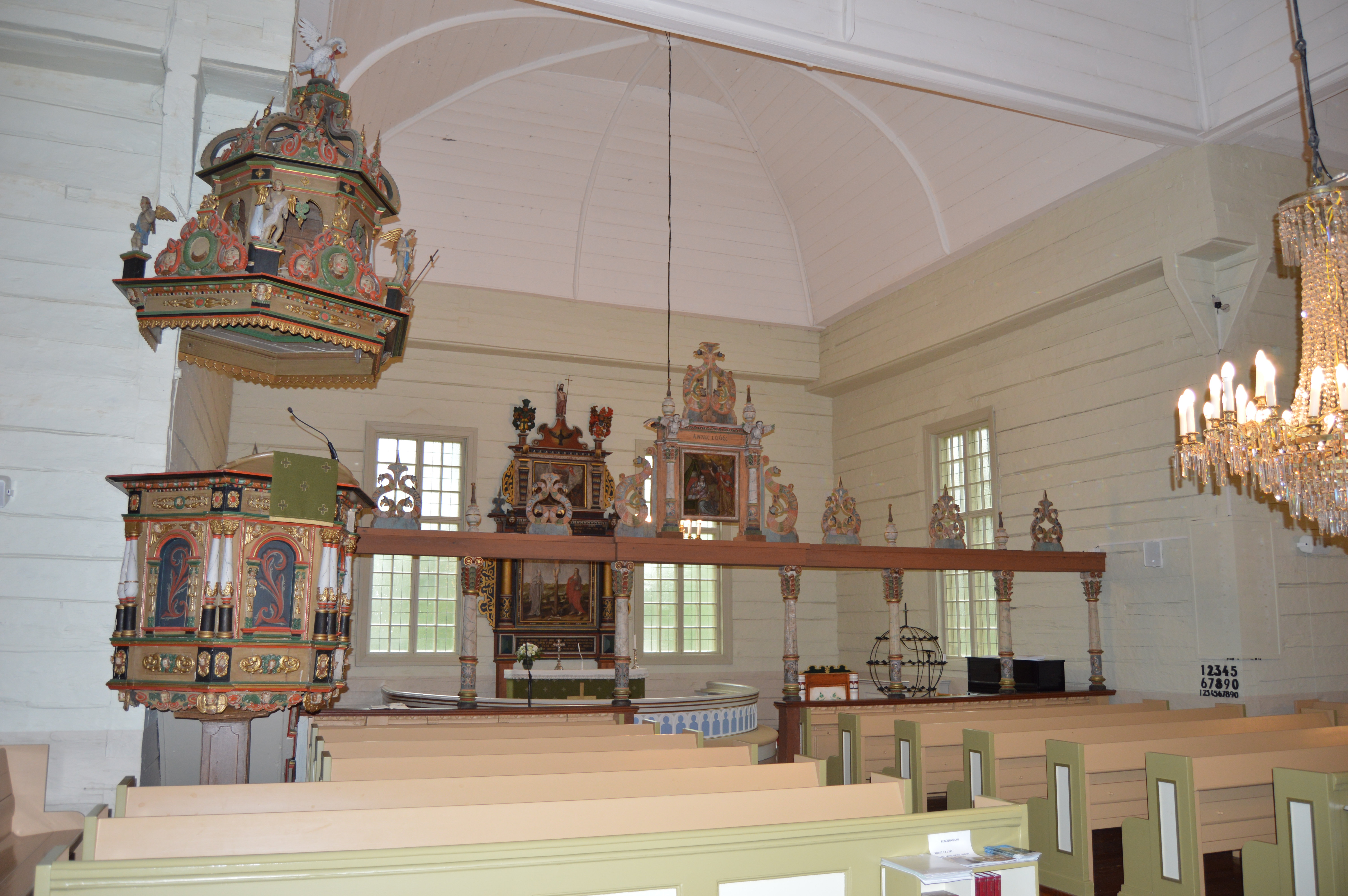
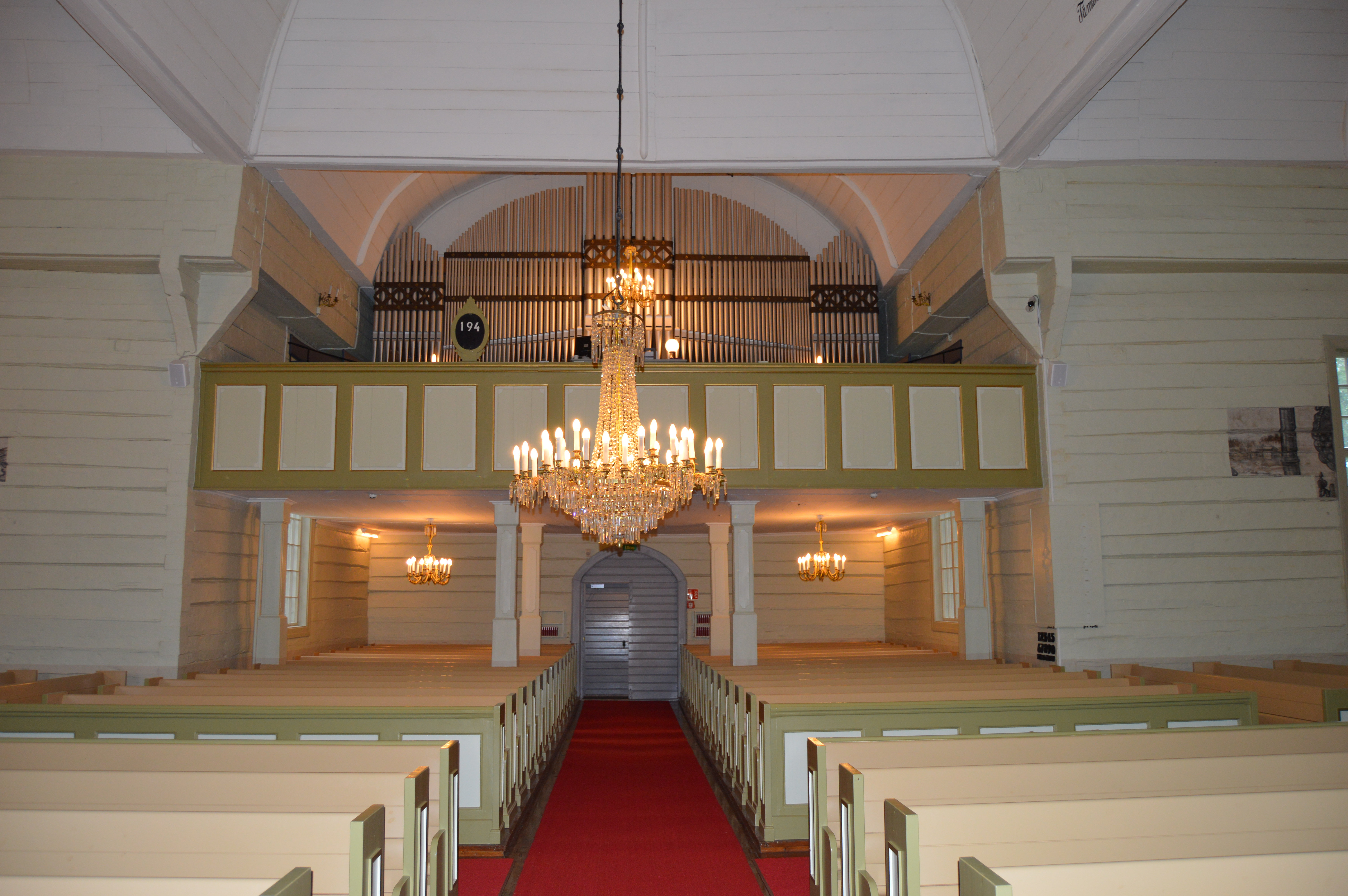
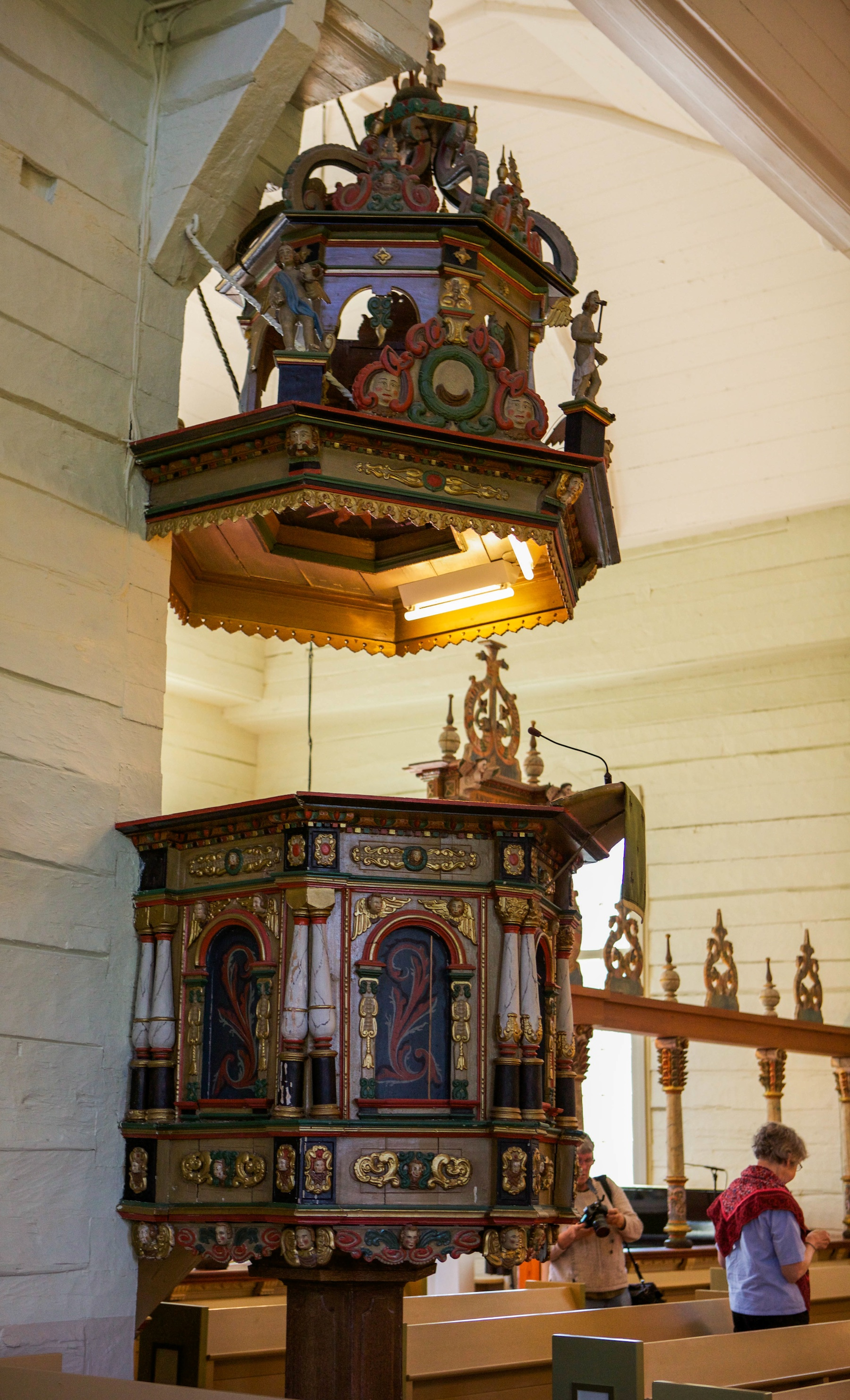